# Wiley (音樂人)

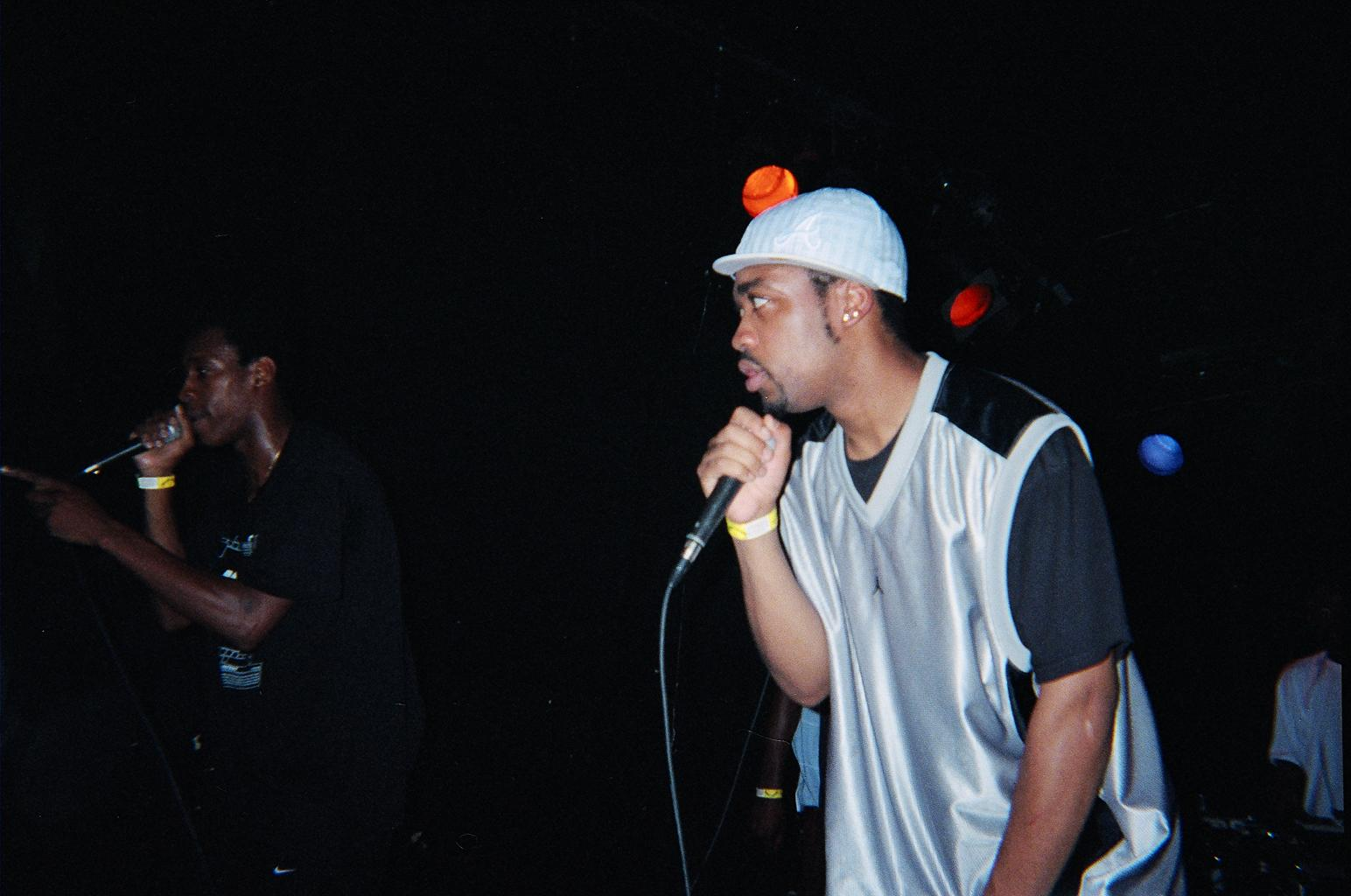
Wiley

Wiley (1979年1月19日—) 是一位来自英國倫敦堡區的grime MC、词曲作者、DJ 和唱片制作人。他的单曲曾殺入英國單曲排行榜前十，他的的第十一张专辑在英国专辑排行榜上排名第九。
Wiley曾多次被刺伤。 2008年，他的左脸被刺伤，並且留下疤痕。  2020年7月24日，Wiley在社交媒体上发布的帖子和视频被指支持反犹太主义以及世界犹太人阴谋论。  當時他表示犹太人是“懦夫”和“蛇”，而且猶太人剝削黑人，此外猶太人統治整個世界，猶太人制定法律、控制警察以及銀行。此言一出，Wiley的經紀公司立即與其解約，Twitter短暫封禁他的賬戶。Wiley曾在2018年被授予大英帝国勋章。2024年2月，英國榮譽封號取消委員會又剥夺了他的勛章。